# Nymphenburger Straße (München)
Die Nymphenburger Straße ist eine 2,9 km lange Straße in den Münchner Stadtbezirken Neuhausen-Nymphenburg und Maxvorstadt.

## Beschreibung
Sie verläuft als Verlängerung der Brienner Straße vom Stiglmaierplatz in der Maxvorstadt nach Westen zum Rotkreuzplatz in Neuhausen, wo sie etwas nach Norden abknickt und an der Südlichen Auffahrtsallee/Renatastraße/Grünwaldpark endet. Die Straße ist von einem Nebeneinander von Altbauten aus dem 19. Jahrhundert mit jüngeren Neubauten geprägt. An der Nymphenburger Straße in der Nähe des Stiglmaierplatzes liegt die Brauerei Löwenbräu, an der Nr. 2 der Löwenbräukeller, an der Nr. 16 liegt das Strafjustizzentrum München, an der Nr. 64 befand sich bis 2016 die Parteizentrale der CSU und am Rotkreuzplatz das Haupthaus des Rotkreuzklinikums München.
Unter der Nymphenburger Straße verläuft vom Stiglmaierplatz bis zum Rotkreuzplatz ein 1983 fertiggestelltes Teilstück der Münchner U-Bahn. Vom Rotkreuzplatz bis zur Romanstraße nutzt die Straßenbahnlinie 12 die Straße.

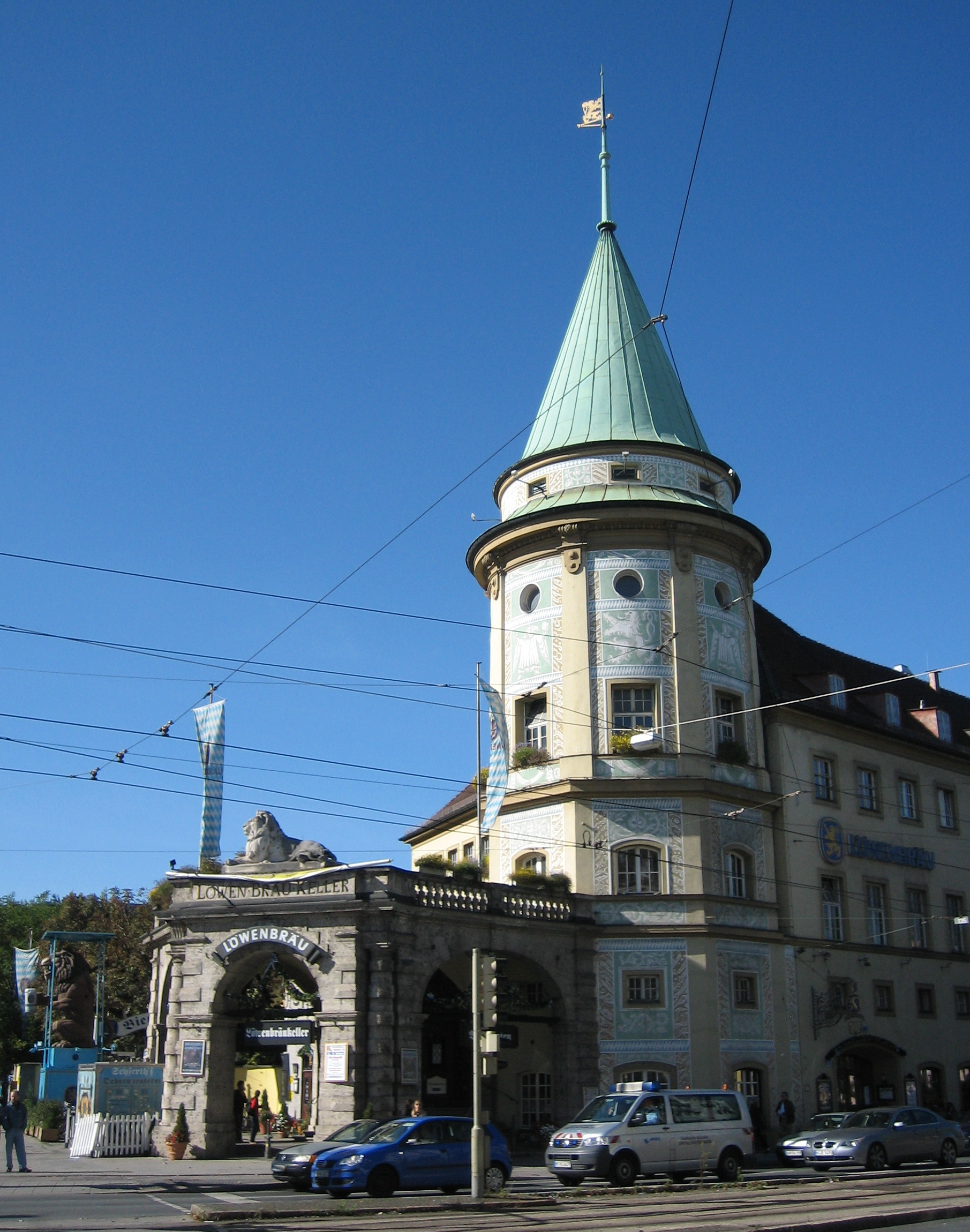
Löwenbräukeller
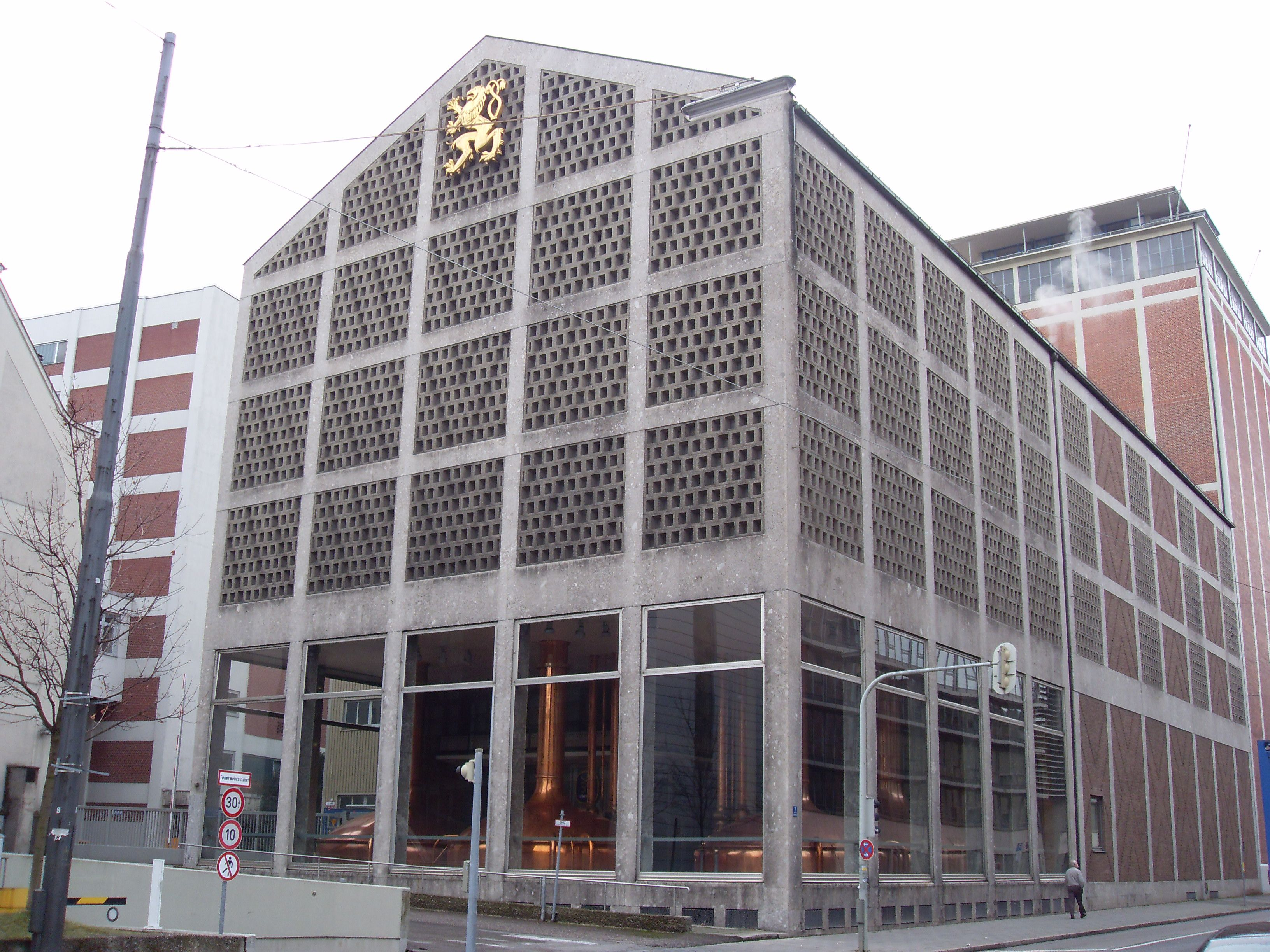
Löwenbräu
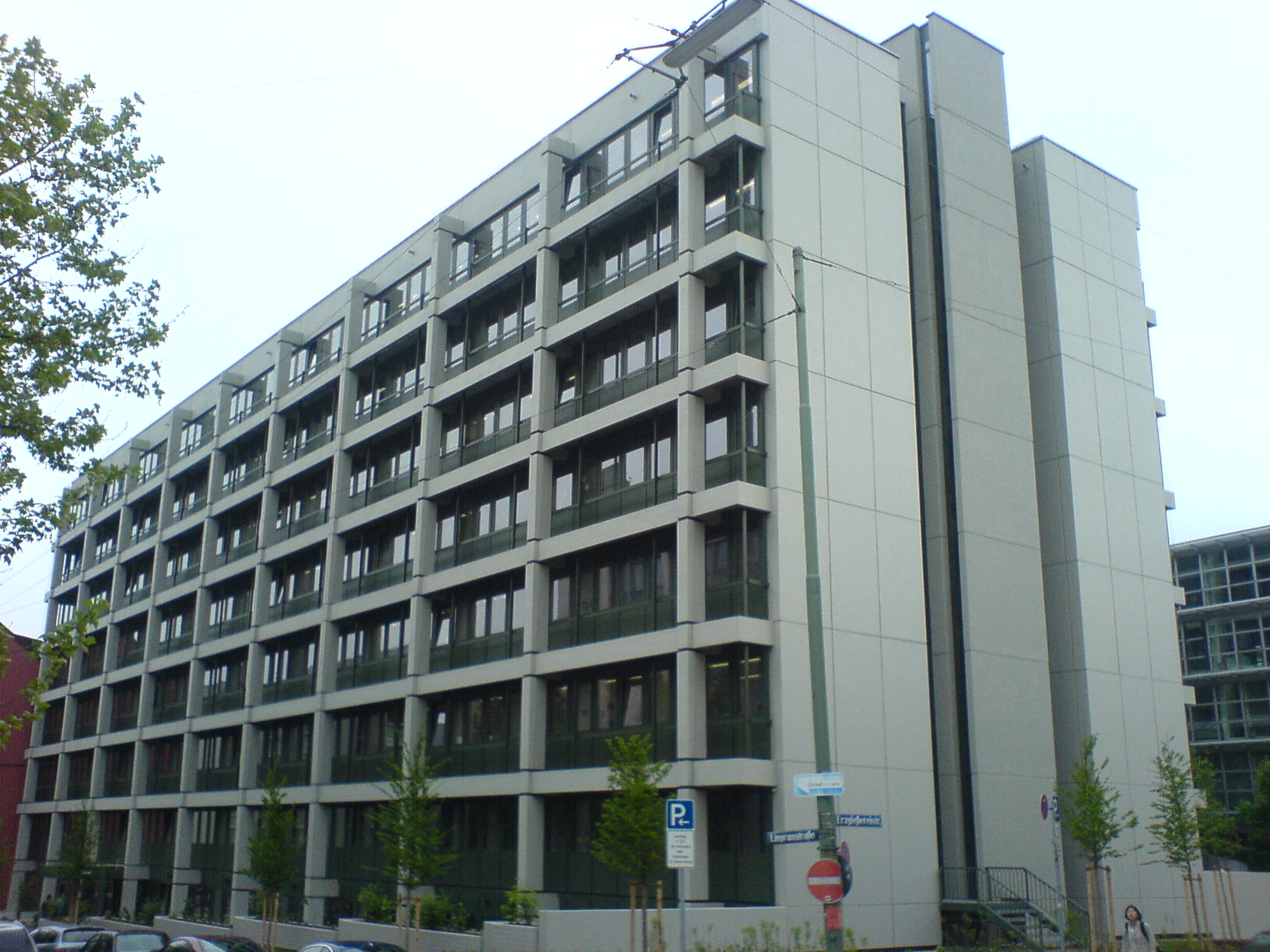
Strafjustizzentrum München
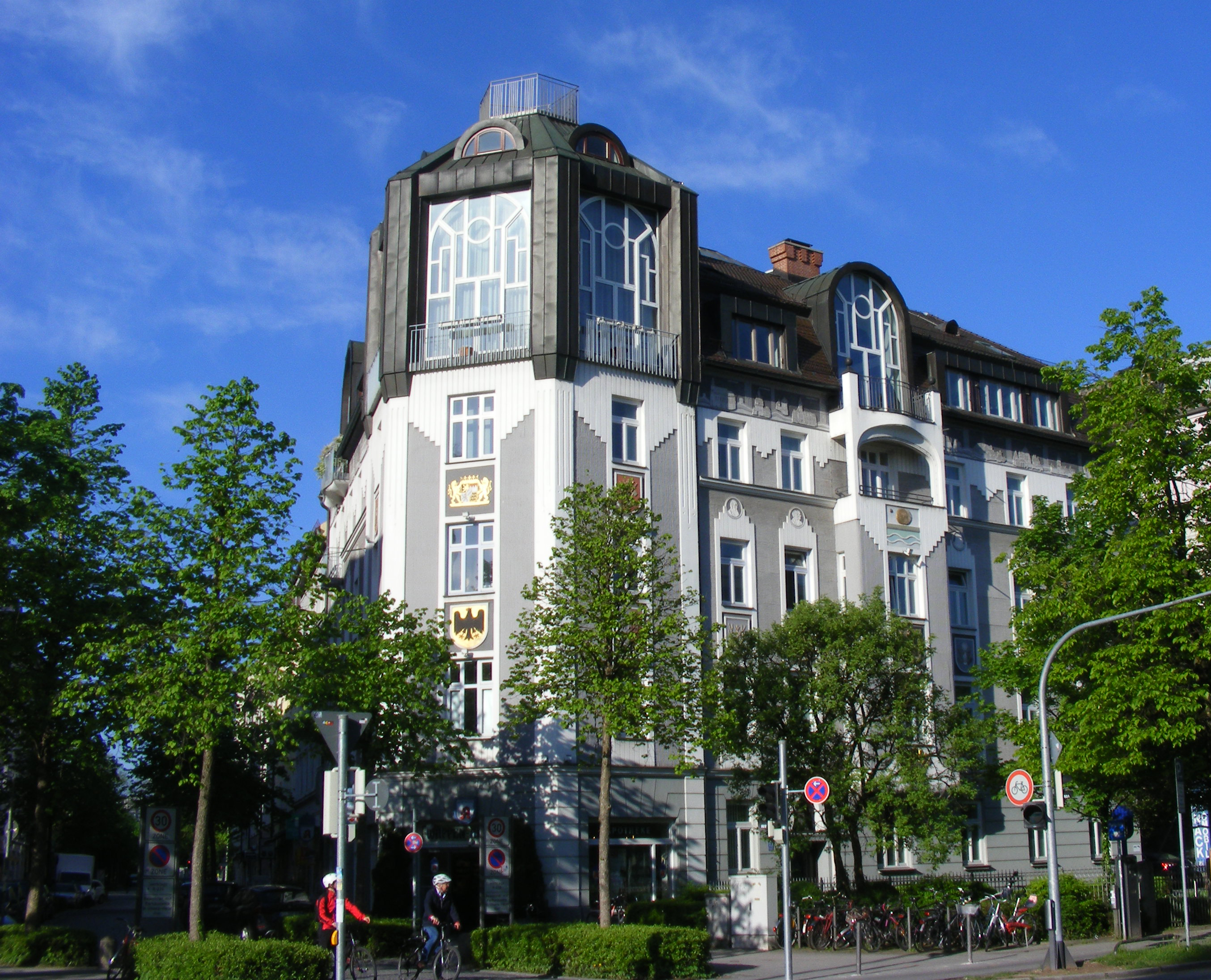
Sogenanntes Wappenhaus an der Ecke zur Maillingerstraße
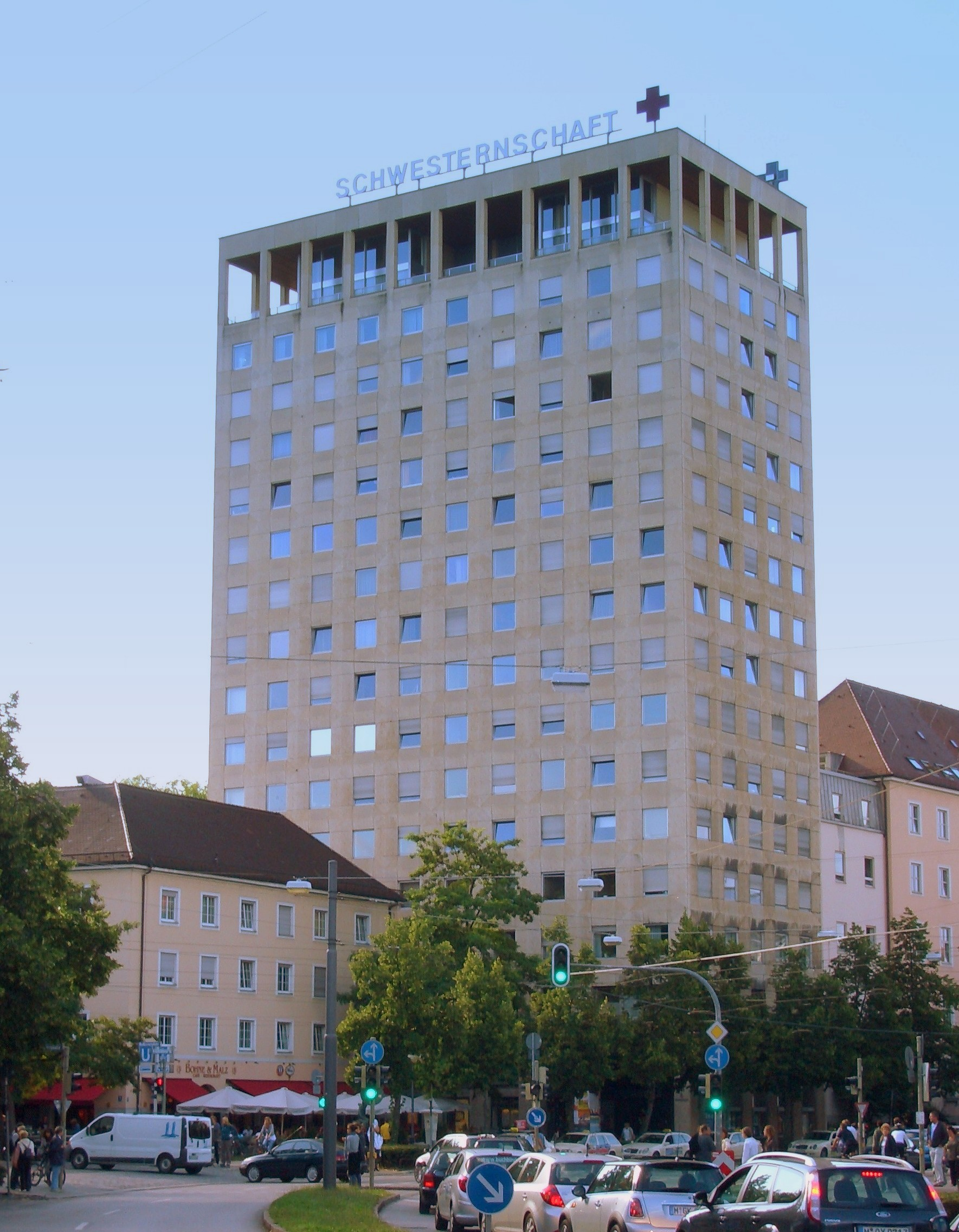
Schwesternhochhaus des Rotkreuzklinikums
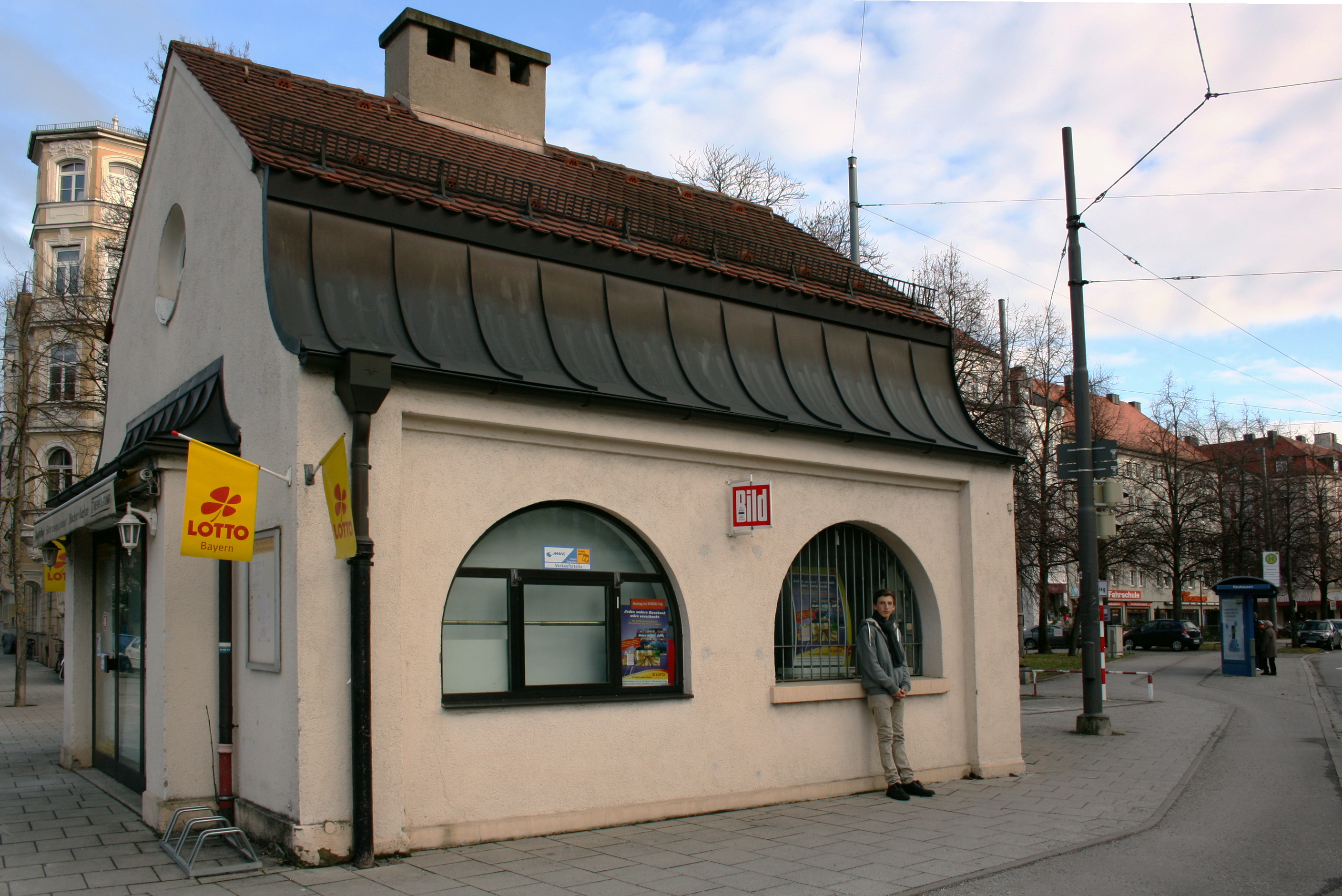
Ehemalige Toilettenanlage an der Nymphenburger Straße Ecke Ruffinistraße
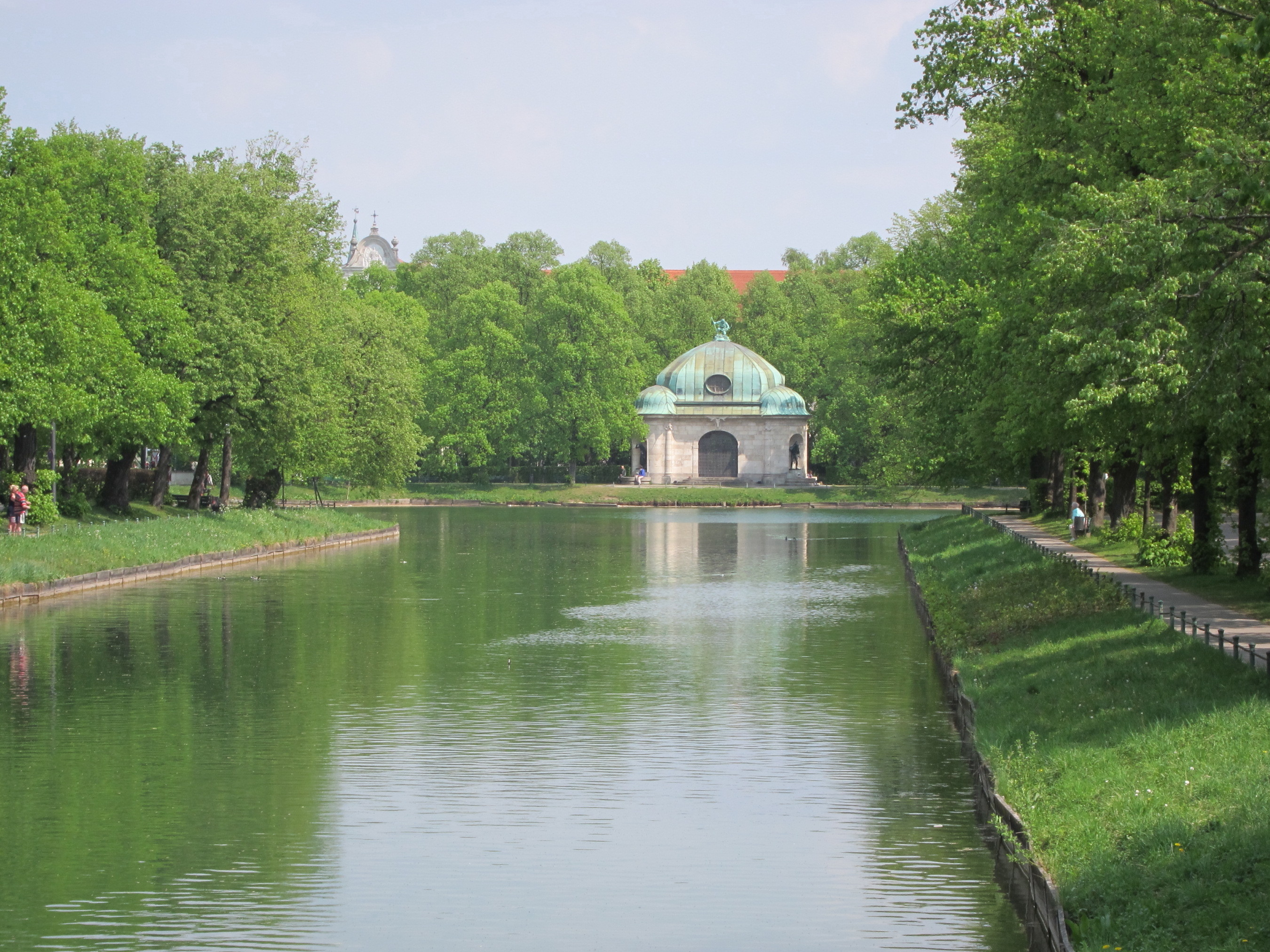
Grünwaldpark

## Geschichte
Die Nymphenburger Straße ist die alte, seit 1158 existierende, Verbindung von München über Neuhausen und Nederling zur alten Salzstraße und dann weiter in Richtung Augsburg. Seit der Barockzeit war sie als Fürstenweg für die Kutschen und Equipagen auf dem Weg von und zum Schloss Nymphenburg reserviert. Der gesamte übrige Verkehr musste auf die heutige Blutenburgstraße und Winthirstraße ausweichen.
Von 1934 bis 1945 befand sich im Haus an der Ecke Nymphenburger Straße/Alfonsstraße 1 die Schriftleitung der Münchener Medizinischen Wochenschrift. Ab 1944 beherbergte das Haus das Blatt Medizinische Zeitschrift.

## Sonstiges
Die Straße war teilweise Drehort der Fernsehserie Kir Royal (Wohnort des Klatschreporters Baby Schimmerlos).